# Hermann Baisch
Hermann Baisch (ur. 14 lipca 1846, zm. 18 czerwca 1894) – niemiecki pejzażysta i animalista, który posługiwał się akwafortą.
Uważa się, że Hermann wraz ze swoim nauczycielem Adolfem Heinrichem Lierem i swoim przyjacielem Gustavem Schönleberem jest w Niemczech założycielem nowego stylu, który orientował się francuskiemu malarstwu plenerowemu o nazwie "Paysage intime.

## Życiorys
Hermann Baisch urodził się 14 lipca 1846 roku w Dreźnie jako drugi syn Wilhelma Gottlieba Baischa. Hermann miał o sześć lat starszego brata, Otto Baischa, który był pisarzem, redaktorem, litografem i malarzem.
W 1852 roku rodzina Baisch przeprowadziła się do Stuttgartu, a w ich własnym domu Wilhelm Baisch otworzył instytut litograficzny. Gdy ojciec Hermanna zmarł w 1864 roku instytut ten przejął Otto. Zanim jednak Wilhelm Baisch zmarł, uczył on Hermanna litografii, a później młody Baisch studiował malarstwo w Państwowej Akademii Sztuk Plastycznych.
W trakcie swojej podróży naukowej do Paryża w 1868 roku, zainteresował się holenderskimi malarzami zwierząt i młodymi malarzami plenerowymi ze szkoły barbizońskiej, w tym Théodorem Rousseau, Baisch udał się w 1869 roku do Monachium, aby podjąć studia mistrzowskie w prywatnej szkole malarstwa pejzażysty Adolfa Liera. W trakcie nauk poznał Gustava Schönlebera, który później został jego szwagrem.
W 1881 roku pojechał z nim do Karlsruhe i był profesorem na kierunku malarstwa zwierząt do 1894 roku w Akademii Sztuk Pięknych.
Baisch był członkiem Akademie der Künste w Berlinie i członkiem honorowym Akademii Sztuk Pięknych w Monachium. W 1885 roku został odznaczony Krzyżem Rycerskim I Klasy Orderu Lwa Zeryngeńskiego. W 1902 roku jedna z ulic w Karlsruhe została nazwana jego imieniem.
Hermann Baisch zmarł 18 czerwca 1894 roku i został pochowany na głównym cmentarzu w Karlsruhe.

## Wybrane obrazy

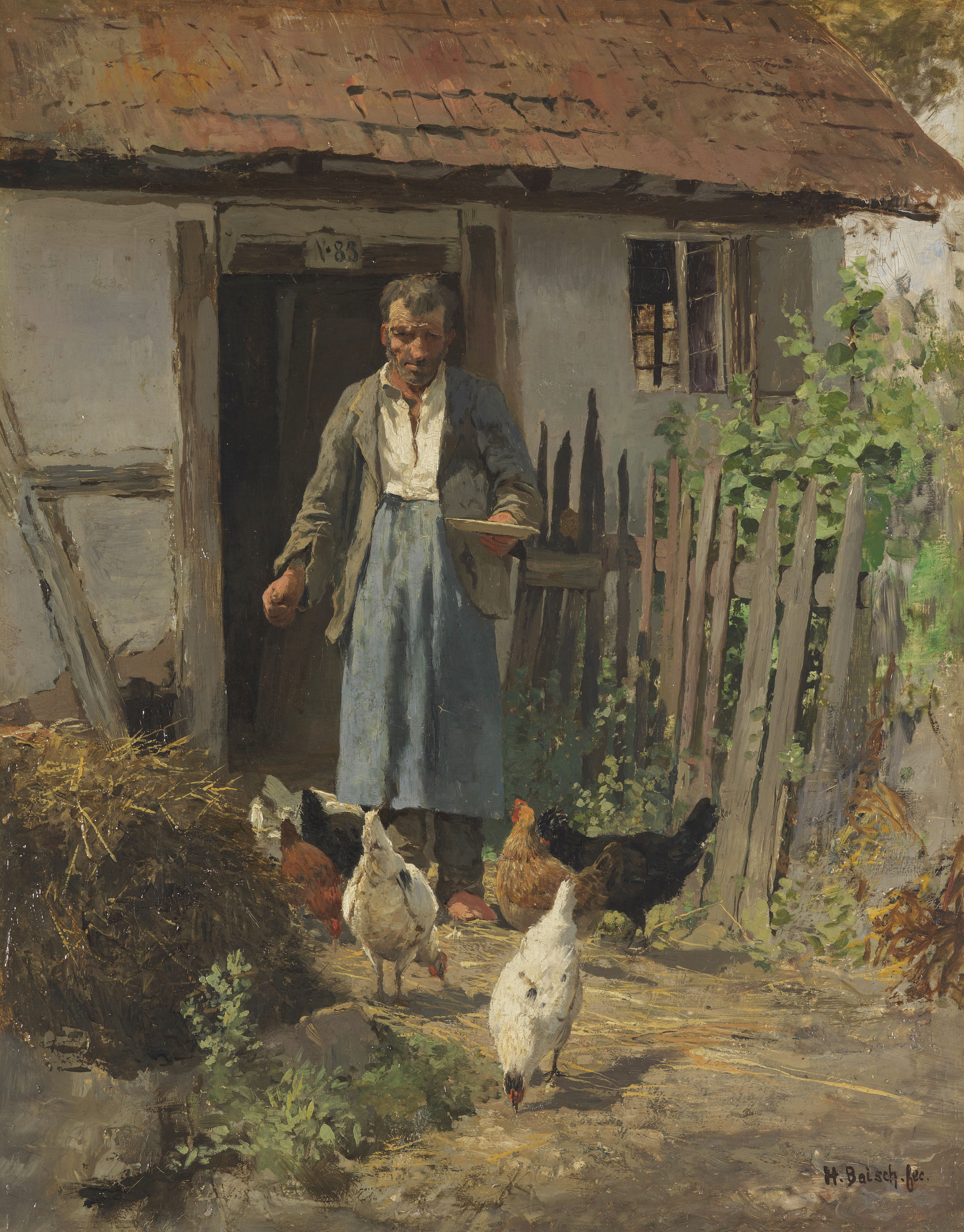
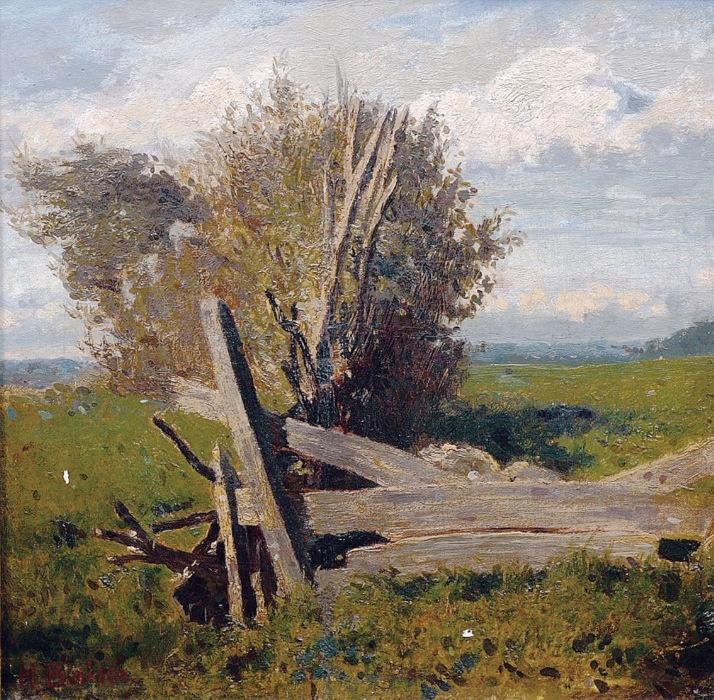
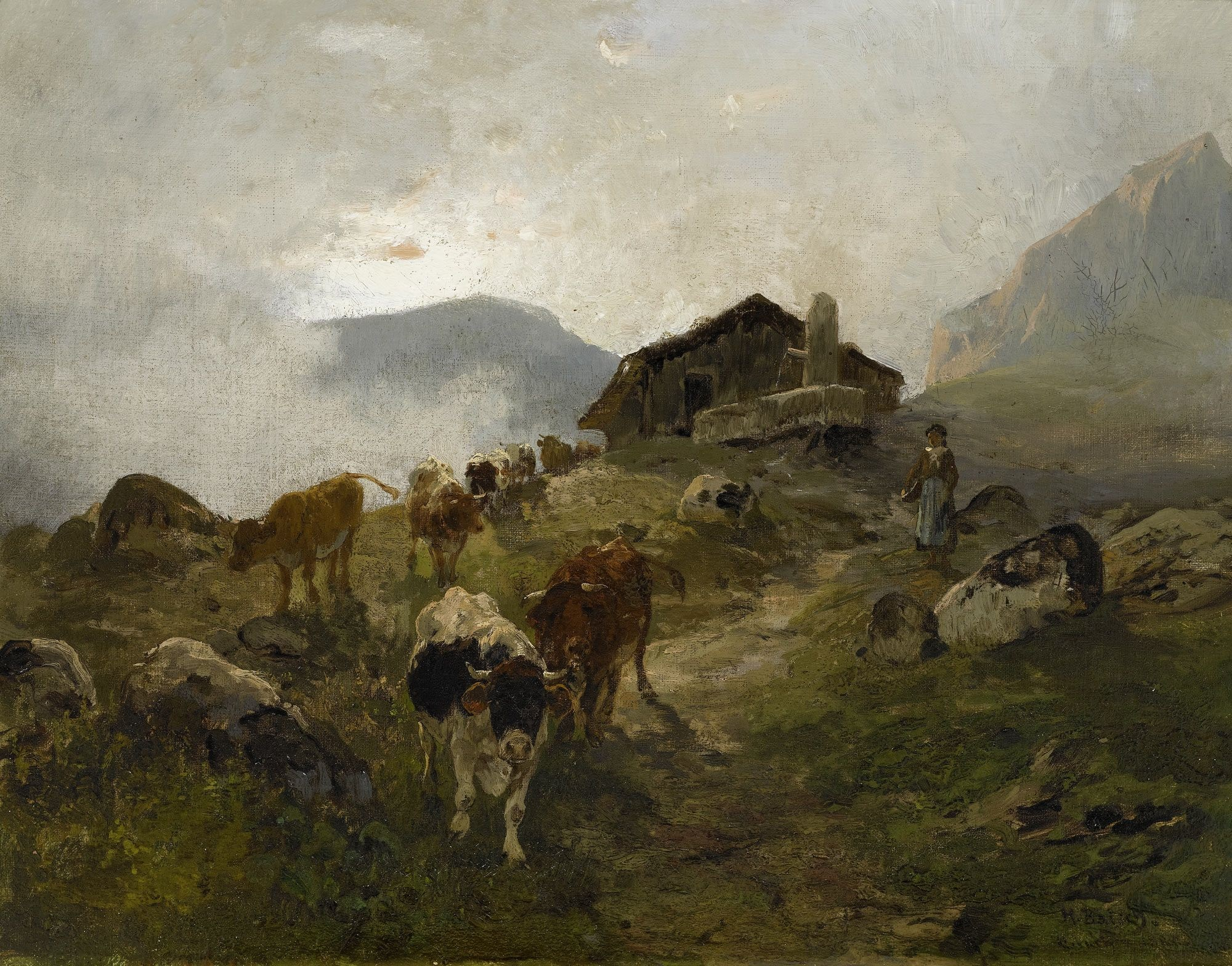
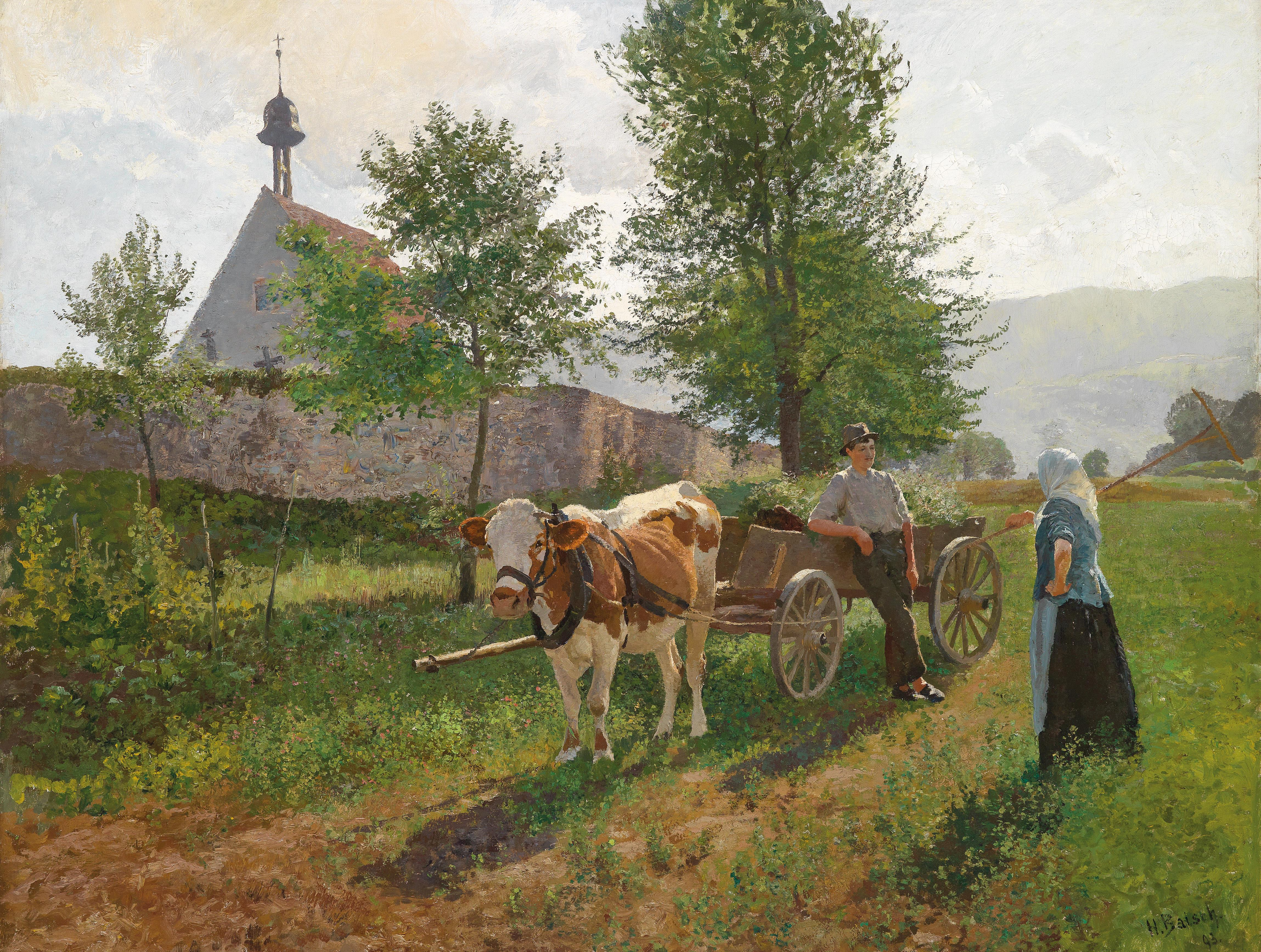
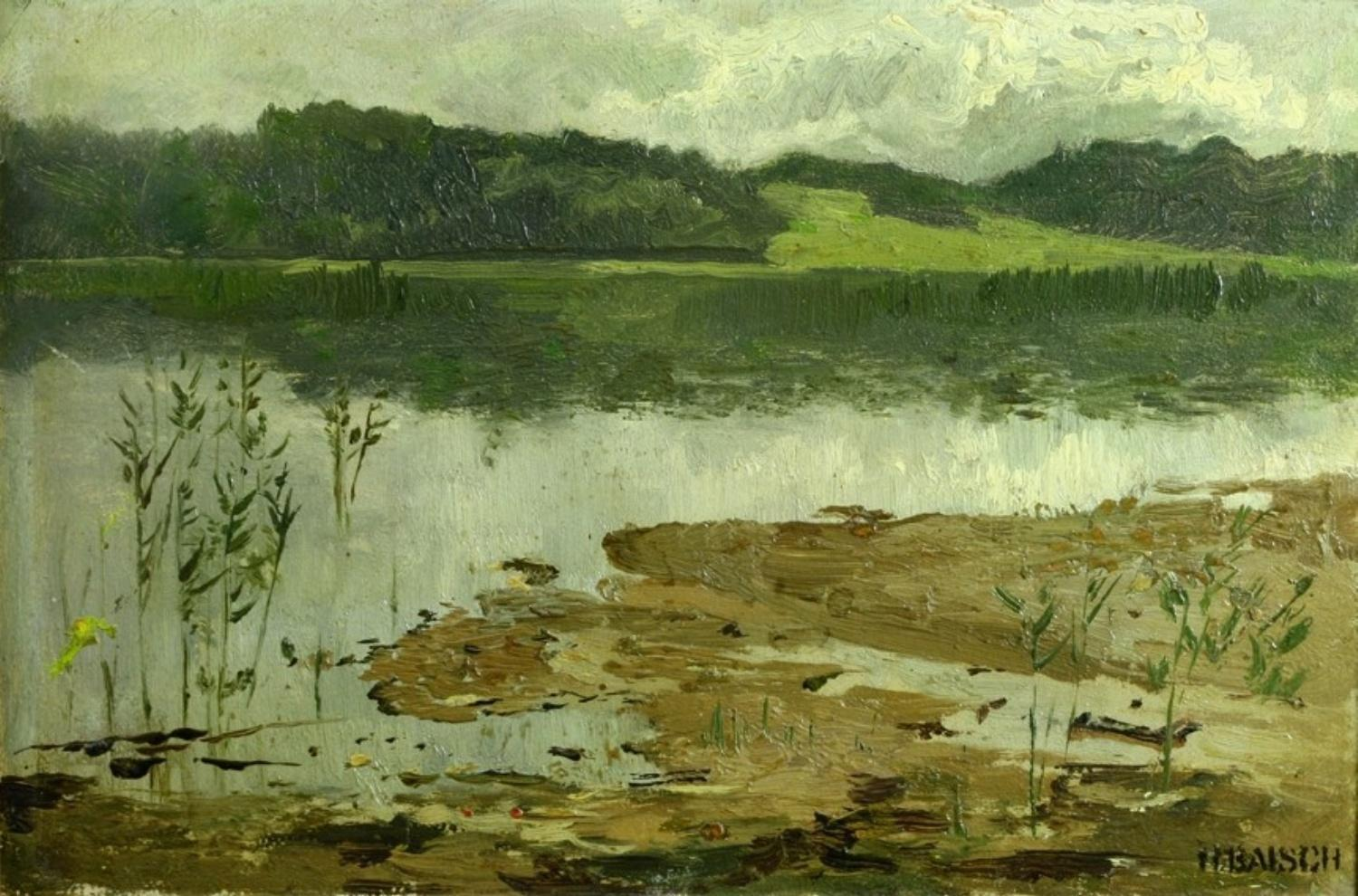
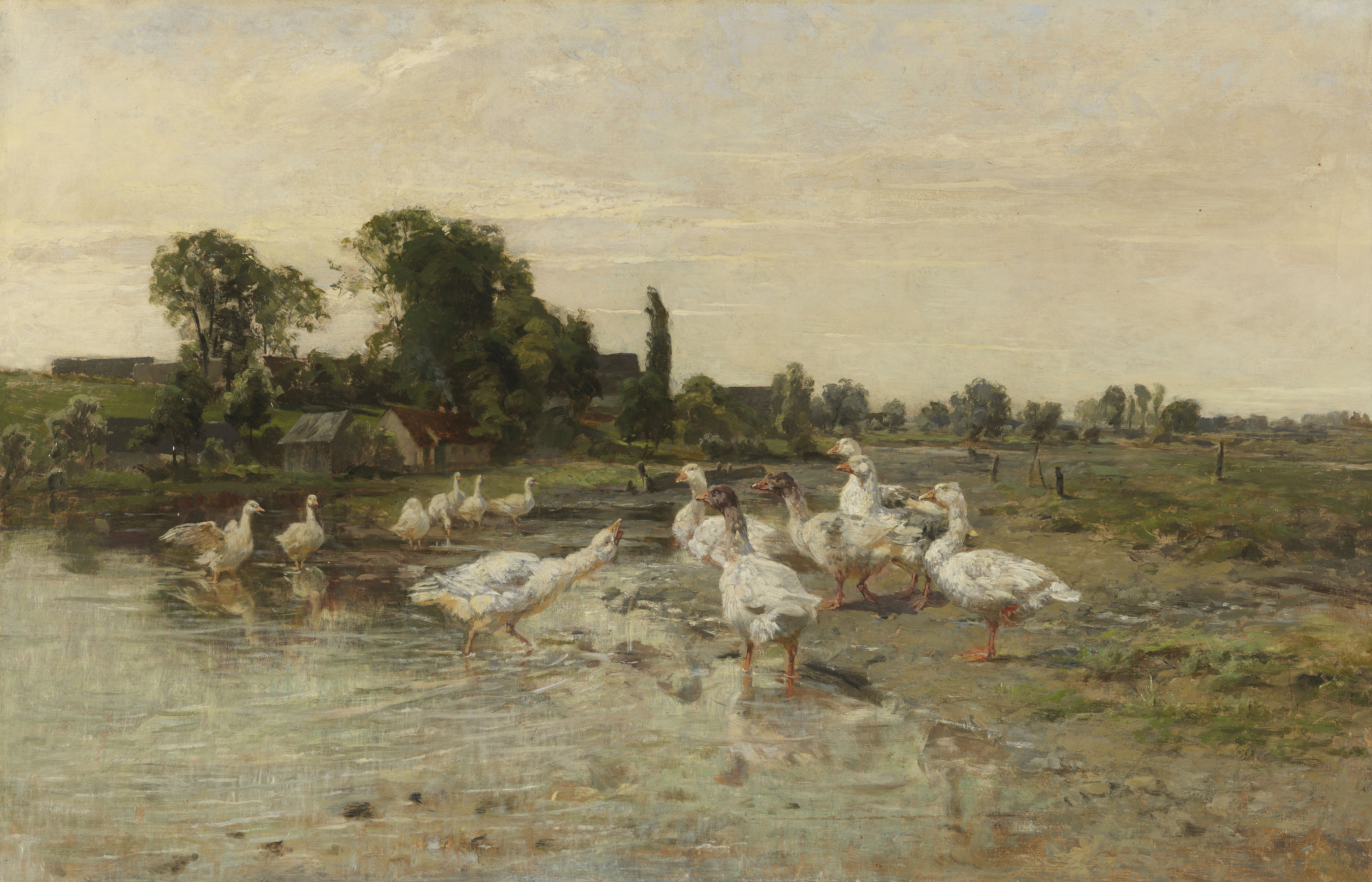